# یوتی‌سی ۰:۴۴-
زمان‌بندی گرینویچ منفی ۰:۴۴- (به انگلیسی: UTC−00:44) برای اندازه گیری زمان کاربرد داشت.

## تاریخچه
تا تاریخ ۱ می ۱۹۷۲ در لیبریا استفاده می‌شد و  به عنوان زمان میانگین مونروایا زمان لیبریا شناخته می‌شد. زمان دقیق GMT −0h 43m 08s (بر اساس عرض جغرافیایی مونوروا)  بود.
تا تاریخ یک مارس ۱۹۱۹  به صورت ۰:۴۴- مورد استفاده قرار می‌گرفت  و در تاریخ ۱۹۷۲ به ساعت هماهنگ جهانی  تغییر یافت.